# Asociace češtinářů
Asociace češtinářů (ASČ) je profesní spolek sdružující praktikující učitele českého jazyka na základních a středních školách.

## Vznik
Asociace češtinářů byla založena v roce 2012 jako Asociace středoškolských češtinářů; ke změně názvu a podmínek členství došlo roku 2015, od téže doby platí její nové stanovy. Nyní sdružuje učitele češtiny na základních a středních školách; část z nich souběžně působí i na školách vysokých nebo v zahraničí. Prvním předsedou ASČ se stal Jiří Kostečka, který dnes zastává funkci čestného předsedy. Od roku 2014 sdružení předsedá Josef Soukal, místopředsedou je Vladimír Stanzel.

## Činnost
Asociace se věnuje všem aspektům výuky češtiny, zejména na základní a střední škole, na svých webových stránkách a facebookových stránkách přetiskuje odborné a popularizační materiály, popř. takové materiály sama vytváří. Má také twitterový účet. Věnuje se jazyku, slohu a komunikaci i literatuře, spolupracuje s bohemisty ze specializovaných odborných pracovišť i s některými časopisy, zejména s časopisem Český jazyk a literatura.
Vyhledávanou rubrikou na jejích webových stránkách je Poradna ASČ, vedená Jiřím Kostečkou. Byla otevřena na základě dohody Asociace s Ústavem pro jazyk český Akademie věd České republiky a je primárně orientovaná na dotazy k výuce češtiny, ovšem řeší běžně i dotazy týkající se širšího okruhu jazykových problémů. Populární je také rubrika Z prací žáků a studentů přinášející inspirativní školní práce, mj. na maturitní témata, či práce z literárních a publicistických soutěží apod. Asociace se rovněž snaží upozorňovat na kvalitní díla současné české a světové literatury, popř. díla literatury pro děti a mládež.
Asociace vypracovala i koncepční vzdělávací materiály, zejména k maturitní zkoušce, a publikovala vyjádření k vzdělávacím opatřením. K podobě státní maturity z českého jazyka se představitelé ASČ dlouhodobě vyjadřují ve sdělovacích prostředcích, současně pro učitele připravují volně dostupné pracovní listy apod.
Členové Asociace češtinářů se věnují i dalším aktivitám v rámci daného oboru a v oborech souvisejících: působí např. v kabinetech českého jazyka a literatury zřizovaných Národním institutem pro další vzdělávání, spoluorganizují soutěže pro žáky, spolupracují při vytváření vzdělávacích programů, při přípravě společné části maturitní zkoušky aj.